# 小行星10102
小行星10102（10102 Digerhuvud）是一颗绕太阳运转的小行星，为主小行星带小行星。该小行星于1992年2月29日发现。

## 轨道参数
小行星10102的轨道半长轴为2.4219772 UA，离心率为0.132。